# Beta Volantis
Beta Volantis (β Volantis / β Vol / HD 71878) è una stella della costellazione del Pesce Volante. Dista 108 anni luce dal sistema solare e la sua magnitudine apparente è + 3,77.

## Osservazione
Posta nella piccola costellazione australe del Pesce Volante, la sua visibilità è quasi del tutto limitata alle sole regioni poste a sud dell'equatore, con la sola eccezione delle aree più meridionali dell'emisfero boreale, nella fascia tropicale. Essendo di magnitudine 3,77, la si può scorgere anche dai piccoli centri urbani, sebbene un cielo non eccessivamente inquinato sia maggiormente indicato per la sua individuazione.
Il periodo più propizio per la sua osservazione nel cielo serale ricade nel mesi compresi fra dicembre e maggio.

## Caratteristiche fisiche
Beta Volantis è una gigante arancione di classe spettrale K2III con una massa 1,62 volte quella del Sole ed un raggio 13 volte superiore. La sua luminosità è 40 volte superiore a quella del Sole, mentre la temperatura superficiale è di 4540 K.